# Моррис, Карлтон
Ка́рлтон Джон Мо́ррис (род. 16 декабря 1995 года, Кембридж, Англия) — английский футболист, нападающий клуба «Дерби Каунти».

## Футбольная карьера

### «Норвич Сити» и аренды
Моррис родился в Кембридже и начал свою карьеру в академии «Норвич Сити», с которой в мае 2013 года выиграл Молодёжный Кубок Англии. В декабре 2013 года подписал профессиональный контракт с «канарейками» до лета 2016 года.

#### Сезон 2014/15
4 августа 2014 года был отправлен в полугодичную аренду в «Оксфорд Юнайтед» из Лиги 2. Дебютировал за новую команду 9 августа 2014 года в поединке с «Бертон Альбион». Свой первый гол во взрослом футболе забил 12 августа 2014 года в матче против «Бристоль Сити» в первом раунде Кубка лиги. После 10 матчей он был отозван «Норвичем» 23 октября 2014 года.
27 ноября 2014 года отправился в аренду в «Йорк Сити». Вернулся в «Норвич Сити» 9 февраля.

#### Сезон 2015/16
15 июля 2015 года Моррис продлил контракт с родным клубом до лета 2017 года и сразу присоединился к «Гамильтон Академикал» на 6 месяцев. Дебютировал в Шотландской премьер-лиге 1 августа («Партик Тисл», 0:0). 18 августа забил свой первый гол за «Гамильтон» в ворота «Данди Юнайтед». Вернулся в «Норвич Сити» в мае 2016 года, проведя за «Гамильтон» 33 матча и забив восемь голов.

#### Сезон 2016/17
31 января 2017 года перешёл в «Ротерем Юнайтед» до конца сезона и переподписал контракт с «Норвич Сити» до 2020 года.

#### Сезон 2017/18
11 июля 2017 года снова ушёл в аренду, на этот раз в клуб из Лиги 1 «Шрусбери Таун».
В финале плей-офф за выход в Чемпионшип получил разрыв передней крестообразной связки колена.

#### Сезон 2018/19
Моррис пропустил почти весь сезон из-за травмы, лишь несколько раз выйдя за молодёжный состав «Норвич Сити».

#### Сезон 2019/20
В мае 2019 года вновь переподписал контракт с «Норвич Сити» до 2021 года и был отдан в аренду клубу «Ротерем Юнайтед».
7 января 2020 года до конца сезона свалил подписал контракт с «Милтон-Кинс Донс».

### «Барнсли»
6 января 2021 года перешёл в «Барнсли», подписав контракт сроком на два с половиной года.

### «Лутон Таун»

#### Сезон 2022/23
6 июля 2022 года подписал контракт с «Лутон Таун». В сентябре 2022 года был признан игроком месяца в Чемпионшипе. Всего за сезон нападающий забил 20 голов и помог «шляпникам» выйти в Премьер-лигу.

#### Сезон 2023/24
Моррис забил первый гол «Лутона» в Премьер-лиге 12 августа 2023 года в ворота «Брайтон энд Хоув Альбион», реализовав пенальти на 81-й минуте. 30 сентября 2023 года забил победный гол в ворота «Эвертона», что принесло «Лутону» первую победу в Премьер-лиге.

## Карьера в сборной
Выступал за сборную Англии до 19 лет.

## Достижения

### Командные достижения
«Шрусбери Таун»
- Финалист Трофея Английской лиги: 2017/18[32]

«Лутон Таун»
- Победитель плей-офф Чемпионшипа Английской футбольной лиги: 2022/23[33]

### Индивидуальные достижения
- Команда года в Чемпионшипе по версии PFA: 2022–23[34]
- Игрок месяца в Чемпионшипе: сентябрь 2022 года[26]